# BC Amersfoort
BC Amersfoort is een Nederlandse badmintonclub uit Amersfoort. De club komt uit in de Nederlandse eredivisie en is meervoudig winnaar van zowel het landskampioenschap als de nationale beker. Vanwege een sponsorovereenkomst gebruikt het sinds januari 2009 de naam Opmax/Amersfoort. Voorheen heette de club onder andere Acquiva Amersfoort.

## Geschiedenis
De vereniging is een fusieclub en is ontstaan uit de Amersfoortse badmintonverenigingen KBVA ("de katholieken") en ABCA ("de algemenen"). De twee destijds rivaliserende verenigingen fuseerden in de jaren negentig.

## Erelijst
- Landskampioen 2001/02, 2002/03, 2003/04, 2004/05, 2005/06, 2006/07, 2007/08 en 2012/13
- Winnaar NBB Cup 1997, 2000, 2001, 2002, 2005, 2006, 2007, 2008 , 2009, 2012, 2013 en 2014

## Selectiespelers
Onder meer de volgende spelers speelden in het hoogste team van BC Amersfoort:
| - Saber Afif - Yeoh Kay Bin - Chris Bruil (1x NK) - Paulien van Dooremalen - Larisa Griga - Freek Golinski - Yao Jie (9x NK) - Lotte Jonathans - Jelle Maas | - Eefje Muskens - Dicky Palyama (9x NK) - Maartje Verheul - Gayle Mahulette - Vincent de Vries - Eric Pang (2x NK) - Joéli Residay (3x NK MD) - Akvile Stapusaityte |

NK = Nederlands kampioen enkelspel